# Misionella pallida
Misionella pallida – gatunek pająka z rodziny Filistatidae.
Gatunek ten opisany został w 2016 roku przez A.D. Brescovita, I.F.L. Magalhaesa i I. Cizauskasa.
Samice osiągają od 3,8 do 4,2 mm, a samce od 1,9 do 2,8 mm długości ciała. Karapaks jest pomarańczowy z czarnymi: okolicą oczną, brzegami, bocznymi paskami i bruzdą tułowiową. Odnóża, szczękoczułki i warga dolna są barwy pomarańczowej, a endyty i sternum kremowej. Nogogłaszczki są pomarańczowe u samców i czerwonobrązowe u samic. Opistosoma samca jest z wierzchu szarawa z szarym pasem na przedzie, a od spodu kremowa. U samicy na zielonkawoszarej opistosomie znajduje z przodu czarny pas. Samcze nogogłaszczki charakteryzuje krótkie cymbium, kulistawy bulbus i duża, spłaszczona blaszka paraemboliczna. Samica ma na wierzchołku zakrzywione i w części dystalnej nabrzmiałe spermateki.
Pająk neotropikalny, znany z brazylijskich stanów Rio Grande do Norte, Maranhão i Piauí. Jego naturalnym środowiskiem jest Caatinga, ale spotykany bywa również w ludzkich siedzibach.